# Шефнер, Алексей Карлович
Алексе́й Ка́рлович Ше́фнер (26 мая [7 июня] 1832, Санкт-Петербург, Российская империя — 11 [23] февраля 1891, там же) — русский морской офицер, первостроитель Владивостока, генерал-лейтенант, член главного военно-морского суда.

## Биография
В 1846 году поступил юнкером на службу в Балтийский флот. В 1849 году произведён в мичманы. В 1849—1850 годах служил на фрегате «Паллада», совершил ряд плаваний в Атлантике и Средиземноморье. Позже служил на фрегате «Цесаревич» и шхуне «Метеор». В 1853 году на транспорте «Двина» отправился в экспедицию на Камчатку. С 1854 года — лейтенант, в 1860-м за отличие в военных действиях был произведён в капитан-лейтенанты. 1 января 1864 года произведен в капитаны 2-го ранга, с 1868-го — капитан 1-го ранга. 16 (28) апреля 1878 года произведён в чин контр-адмирала.
Участвовал в Крымской войне на Балтике. Служил на кораблях: «Святой Георгий Победоносец», «Константин» и пароходофрегате «Олаф». Переведён по личной просьбе в 47-й флотский экипаж Сибирской флотилии. Командовал шхуной «Пурга» в Николаевске-на-Амуре, затем (до 1870 года включительно) — военным транспортом «Манджур», на котором в 1860 году доставил в бухту Золотой Рог команду, основавшую порт Владивосток. Выбор П. В. Казакевичем «Манджура» был случайностью, определившей судьбу Шефнера: он отслужил во Владивостоке двадцать полных лет, а персональную пенсию в 702 рубля в год заслужил «за сбережение транспорта „Манджур“ в течение десяти лет». В должности командира Владивостокского порта Шефнер руководил строительством судоремонтного производства (будущий Дальзавод) и посёлка моряков к северу от него. На «Манджуре» под командой Шефнера проходил стажировку С. О. Макаров.
В 1886 году назначен директором маяков и лоции Балтийского моря. С 1887 года — командир Петербургского порта. С 1890 года — генерал-лейтенант и член Главного военно-морского суда. Умер в 1891 году в Санкт-Петербурге и похоронен на Новодевичьем кладбище в Санкт-Петербурге.

## Память
- В 1860 году экспедицией В. М. Бабкина в честь командира транспорта «Манджур» капитан-лейтенанта Алексея Карловича Шефнера назван мыс в заливе Находка[7][8]
- Имя Шефнера носит улица в городе Находка.
- Во Владивостоке до революции имя Шефнера носила современная Дальзаводская улица[4].
- К 125-летию со дня основания Владивостока Авангардная улица была переименована в память Шефнера (до революции Мальцевская)[5].

## Семья
Был женат на Екатерине Яковлевне Давыдовой (Нелединской — по первому браку) (? — 1927). У них было четыре сына и две дочери
- Сын — Иван Алексеевич Шефнер (1873 — ?) учился в кадетском корпусе и Константиновском военном училище, служил в армии, с 1894 года — в гвардии (1906 — капитан Лейб-гвардии Московского полка)[10]
- Сын — Алексей Алексеевич Шефнер (1879[10] — ?), морской офицер, участник обороны Порт-Артура[11] (был на должности водолазного офицера на броненосце «Ретвизан»). В 1914-17 был на Дунайской флотилии. В 1915 году — капитан 2-го ранга, После революции служил в Кронштадте (в 1920-м году был начальником дивизии штаба минной флотилии[12], позже командовал кораблем «Адмирал Завойко» (в 1923 переименован в «Красный вымпел», в настоящее время — мемориальный корабль Тихоокеанского флота)[10]. В 1926 году экипаж корабля занимался буксировкой с Сахалина на Амур кораблей речной флотилии, которые были во время гражданской войны и интервенции уведены японцами. В документах отмечался мужество и героизм, проявленный личный составом под командованием А. А. Шефнера[13].
- Сын — Сергей Алексеевич Шефнер (1881—1923), капитан гвардии, с 12 февраля 1914 г. женат[14] на дочери контр-адмирала Евгении Владимировне Линдестрем (1889—1942[15]). После революции служил в Красной армии. Умер от туберкулеза.
  - Внук — Вадим Шефнер (1914—2002) — советский русский поэт и прозаик[16][17].
- Дочь — Екатерина Алексеевна Шефнер (1884 — 30.04.1905)[18]
- Сын — Михаил Алексеевич Шефнер (1885—1901)[10]